# Д’Алессандро, Эмануэла
Эмануэла Д'Алессандро (итал. Emanuela D’Alessandro; род. 9 ноября 1960, Рим) — итальянский дипломат. Посол Италии во Франции (c 2022).

## Биография
Родилась 9 ноября 1960 года в Риме. В 1984 году окончила университет «Luiss».
С 1987 года работала в Главном управлении кадров МИД Италии.
С 1993 года работала начальником коммерческого отдела посольства Италии в Венгрии (Будапешт).  
С 1997 года работала в ОБСЕ. С 1999 года являлась советником представительства Италии в ОБСЕ (Вена).
С 2000 года работала в отделе МИД Италии, ответственном за организацию президентства Италии в G8.
С апреля 2002 года снова работала в Главном управлении кадров МИД Италии. Возглавляла отдел по определению правового и экономического статуса персонала МИД Италии.
С 2008 по 2011 год являлась директором Дипломатического института имени Марио Тоскано.
Являлась председателем комитета по равным возможностям МИД Италии.
Посол Италии в Хорватии (октябрь 2011 — 2015).
С 2015 года являлась дипломатическим советником президента Италии.
Посол Италии во Франции (с 10 октября 2022).

## Награды
- Премия Минервы «За международные отношения»
- Премия «Золотое яблоко» Фонда Марисы Беллисарио
- Кавалер Большого креста ордена «За заслуги перед Итальянской Республикой»
- Серебряный Орден «За заслуги»[словен.] (29 декабря 2021 года, Словения)[2].